# Coca-Cola Cherry
Coca-Cola Cherry, introducida originalmente como Cherry Coke e informalmente conocida como Chola, es una versión con sabor a cereza de Coca-Cola. Es producida y distribuida por The Coca-Cola Company y sus embotelladores en los Estados Unidos y en algunos mercados internacionales.

## Historia
Mucho antes de su lanzamiento oficial en 1985, muchos comensales y fuentes de soda lanzaron una versión no oficial de Coca-Cola Cherry añadiendo jarabe de cereza a la bebida Coca-Cola, llamándola cola de cereza. The Coca-Cola Company presentó la Cherry Coke al público en la Exposición Internacional de Knoxville de 1982. Después de la introducción de la Cherry Coke y el fracaso de la bebida New Coke, se lanzó oficialmente en 1985.
En 2007, la Cherry Coke fue renombrada como Coca-Cola Cherry en los Estados Unidos y en otros países, fue la tercera variante de Coca-Cola en ese momento —los otros son las clásicas Coca Cola y Coca Cola Light— y la primera Coca-Cola saborizada. Coca-Cola Cherry fue lanzada simultáneamente con la bebida New Coke, mucho menos popular, y ganó una buena parte del mercado cuando ese producto se suspendió en 1992. La Diet Coke Cherry fue introducida en 1986 y pasó a llamarse Coca-Cola Cherry Light en 2005. Una segunda versión baja en calorías, Coca-Cola Zero Cherry (con base en Coca-Cola Zero), se añadió en 2007 al mercado.
Coca-Cola más tarde introduciría otras variantes de Coca-Cola saborizada, empezando con la Coca-Cola Vainilla en mayo de 2002, seguida más tarde por la lima, frambuesa, limón, cereza y vainilla, y naranja. Muchas de estas variantes actualmente sólo se venden en los mercados extranjeros o en máquinas expendedoras de Coca-Cola.

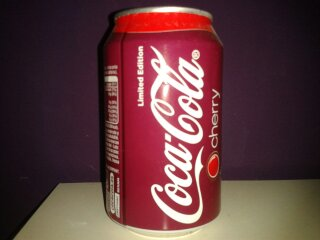
Coca Cola Cherry

Durante el verano de 2013 se introdujo una edición limitada de Coca Cola Cherry en el mercado español, tras su éxito de ventas, se estiman unos 3 millones de unidades vendidas, se decide mantener Cherry Coke como producto ofertado en España.

## Distribución Internacional
La botella de 2 litros de Coca-Cola Cherry lanzada en el Reino Unido ha sido ofrecida en una serie de países. En la actualidad, además de los Estados Unidos, la bebida está disponible en el Reino Unido, España, Irlanda, Finlandia, Alemania, Francia, Hungría, Polonia, República Checa, Holanda, Eslovaquia, Sudáfrica, Corea del Sur, Bulgaria, Perú, México,[cita requerida] Honduras y Uruguay. También está disponible en Japón, pero todavía se conoce como Cherry Coke en ese país. Está disponible en Irlanda a través de las cadenas británicas farmacéuticos como Boots y Superdrug. Coca-Cola Cherry también está disponible en Bélgica, pero solo en latas de 250 ml.
En el pasado, el producto ha sido ofrecido en Argentina, Brasil, Chile, Costa Rica, Canadá, Colombia, Dinamarca, Letonia, Rusia, Suecia, Ucrania, Australia, Nueva Zelanda y Filipinas, pero ya no es embotellada en estos países, al parecer debido a las malas ventas. Aunque el producto sea importado de Estados Unidos, algunas tiendas canadienses cerca de la frontera entre Canadá y Estados Unidos, así como por IGA, Costco y tiendas especializadas en Australia. En Suecia, se encuentra disponible en las tiendas de comestibles a partir del importador Gray's American Stores. En Noruega, Coca-Cola Cherry está disponible en las tiendas del Grupo Reitan, y desde enero de 2011, Coca-Cola Cherry también está disponible en Suiza, distribuida por Coop.

## Packaging y marketing
El packaging para Coca-Cola Cherry difiere mucho de un país a otro. En la mayoría de los países, los diseños actuales se basan en la etiqueta estándar de Coca-Cola en una tonalidad rosa o púrpura, a menudo con imágenes de cerezas.
El 7 de febrero de 2007, Coca-Cola lanzó una nueva campaña para la marca Coca-Cola Cherry en los Estados Unidos, lo que resulta en un importante rediseño de la etiqueta del producto. El rapero Jay-Z fue elegido para participar de la publicidad y jugó un papel importante en el diseño de los gráficos. Una versión baja en calorías, Coca-Cola Zero Cherry, también se introdujo, aunque la Coca-Cola Light Cherry seguirá estando disponible en 12 packs. Estos diseños se mantuvieron hasta principios del 2011, cuando un diseño nuevo fue introducido.